# محمد بوعميرة
محمد بوعميرة، من مواليد 21 فبراير 1988 في المغرب، هو حارس مرمى مغربي يلعب لنادي الرجاء الرياضي قادما من نادي شباب أطلس خنيفرة، وهو الحارس الثاني للنادي.

## الإنجازات
- الرجاء الرياضي
  - كأس العرش المغربي 1 : 2017
  - كأس الاتحاد الأفريقي للأندية 1 : 2018
  - كأس السوبر الأفريقي 1 : 2019
  - الدوري المغربي الممتاز 1: 2020 / 2019